# Vieille vigne

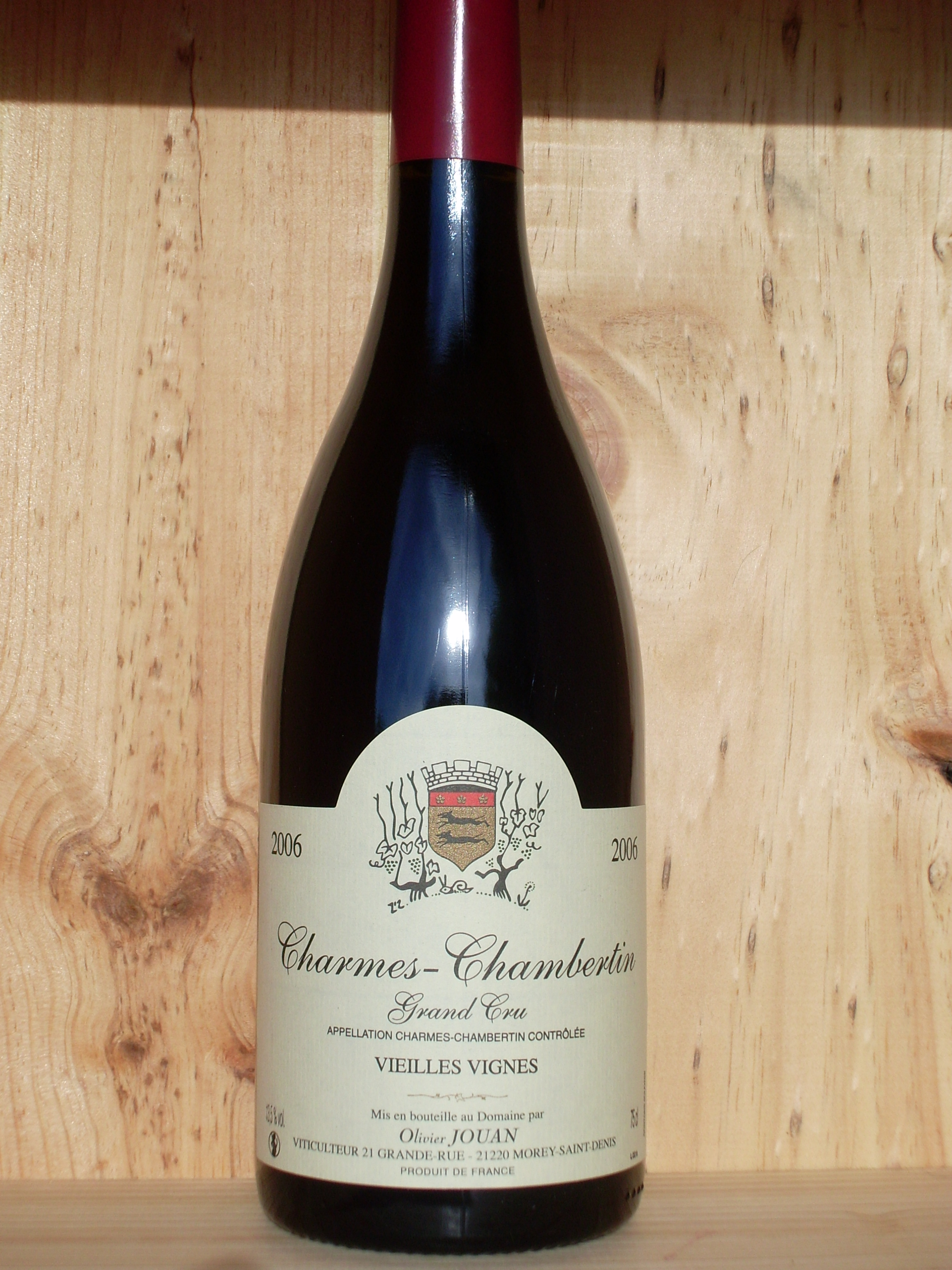
Charmes-chambertin vieilles vignes.

Vieille vigne ou vieilles vignes (le terme existe en anglais : old vine, et en allemand : alte Reben) est un terme couramment utilisé sur les étiquettes de vin pour indiquer que celui-ci est le produit de vignes réputées âgées.
Cette mention découle de la conviction générale que les vieilles vignes, dans de bonnes conditions de vinification, donnent un meilleur vin. Cependant, en France, en Europe et aux États-Unis, tout comme dans la plupart des pays, il n'y a pas de définition légale ni même d'accord sur le concept de « vieille vigne ».

## Terminologie
La vigne peut produire du vin pendant plus de 120 ans. Après environ 20 ans, voire 45 ans selon les avis, on la considère comme vieillissante. De plus, cette désignation n'étant pas contrôlée, le qualificatif de « vieilles vignes » peut s'appliquer à tout un domaine, ou l'être seulement à une parcelle plantée avant les autres.
D'une façon générale, l'utilisation du qualificatif « vieilles vignes » correspond à un vignoble planté depuis 30 à 40 ans, dans des pays ou régions de tradition viticole ancienne. Et même certains vignerons considèrent que ce terme ne doit s'appliquer qu'à des vignes encore plus âgées. Dans les nouvelles régions viticoles, le cap des 20 ans peut-être considéré comme vieux. La définition est encore compliquée par le fait que certaines variétés n'ont tout simplement pas des rendements économiquement viables quand elles deviennent très anciennes.

## Caractéristiques biologiques
En vieillissant, les vignes commencent à produire des récoltes moins abondantes, ces rendements, plus faibles, donnent des vins plus concentrés, plus intenses. Mais des maladies comme celle du « bras mort », peuvent aussi atteindre les vieilles vignes, et dans certains cas influer sur la concentration des jus.

## Plus anciens vignobles du monde

### Langmeil
Parmi les vignobles les plus anciens, il y a, dans la Barossa Valley en Australie, celui de Langmeil dont les shiraz ont été plantées en 1843. La Barossa Old Vine Charter a été établie pour protéger les vieilles vignes de la région et empêcher leur arrachage.

### Sarragachies
En France, la vigne de Sarragachies (ou « vigne de la Ferme Pédebernade »), située dans le Val d'Adour près du piémont pyrénéen à Sarragachies (Gers) est l'une des plus anciennes vignes de France (la plantation des ceps remonterait aux environs de l'année 1820). Située au cœur de l'appellation côtes-de-Saint-Mont, elle conserve des cépages non greffés endémiques au piémont pyrénéen ayant résisté à la crise du phylloxéra à la fin du XIXe siècle. Cette vigne a été inscrite au titre des monuments historiques en 2012. Il s'agit de la première vigne protégée à ce titre en France,,,.

### Cour-cheverny
Dans la vallée de la Loire, le domaine Henri Marionnet, qui fait partie de l'AOC Cour-cheverny possède l'un des plus anciens vignobles produisant en France, une de ses vignes de romorantin B ayant été datée de 1850.

### Champagne
Par ailleurs, la maison Bollinger, en Champagne, produit une cuvée « Vieilles Vignes Françaises » à partir d'un vignoble épargné par le phylloxéra. Ces vignes de pinot noir sont franches de pied, conduites en foule et travaillées manuellement. Cette cuvée n'est commercialisée que millésimée, et permettrait de retrouver le goût du champagne tel qu'il était au XIXe siècle, si le climat du millésime était le même.

### Nacional
Au Portugal, une parcelle de vigne, dans la vallée du Douro, a été elle aussi préservée du phylloxéra. Dénommée O Nacional, elle couvre 2,5 hectares et produit le rarissime porto Quinta do Noval Vintage Nacional.

### Stara trta
La vigne réputée la plus ancienne se trouve à Maribor, en Slovénie, où elle a été plantée il y a 400 ans. Cette stara trta (« vieille vigne » en slovène) ne produit que 35 à 55 kilos de raisins par vendange. Son vin est conditionné dans une centaine de bouteilles mignonettes,.

### Castel Katzenzungen
Il y aurait pourtant un rival dans le Sud-Tyrol italien. On laisse entendre : « Le Castel Katzenzungen vaut certainement la peine d'être visité. Il date de 1244 et il veille jalousement sur un surprenant monument national qui s'étend le long de ses remparts. On peut en effet y admirer le plus grand et le plus ancien pied de vigne d'Europe. Le versoaln, nom de cette variété antique, ne pousse plus qu'à cet endroit, et occupe quelque 350 mètres carrés. Il produit encore chaque année un vin blanc particulier et évidemment très recherché. Ce pied de vigne a été planté en 1379. »
Ce qui donnerait à ce cep plus de six siècles d'existence. Il semblerait toutefois que l'âge canonique de ce patriarche soit exagéré. Il serait quasiment deux fois plus jeune et devrait se contenter de 350 ans.

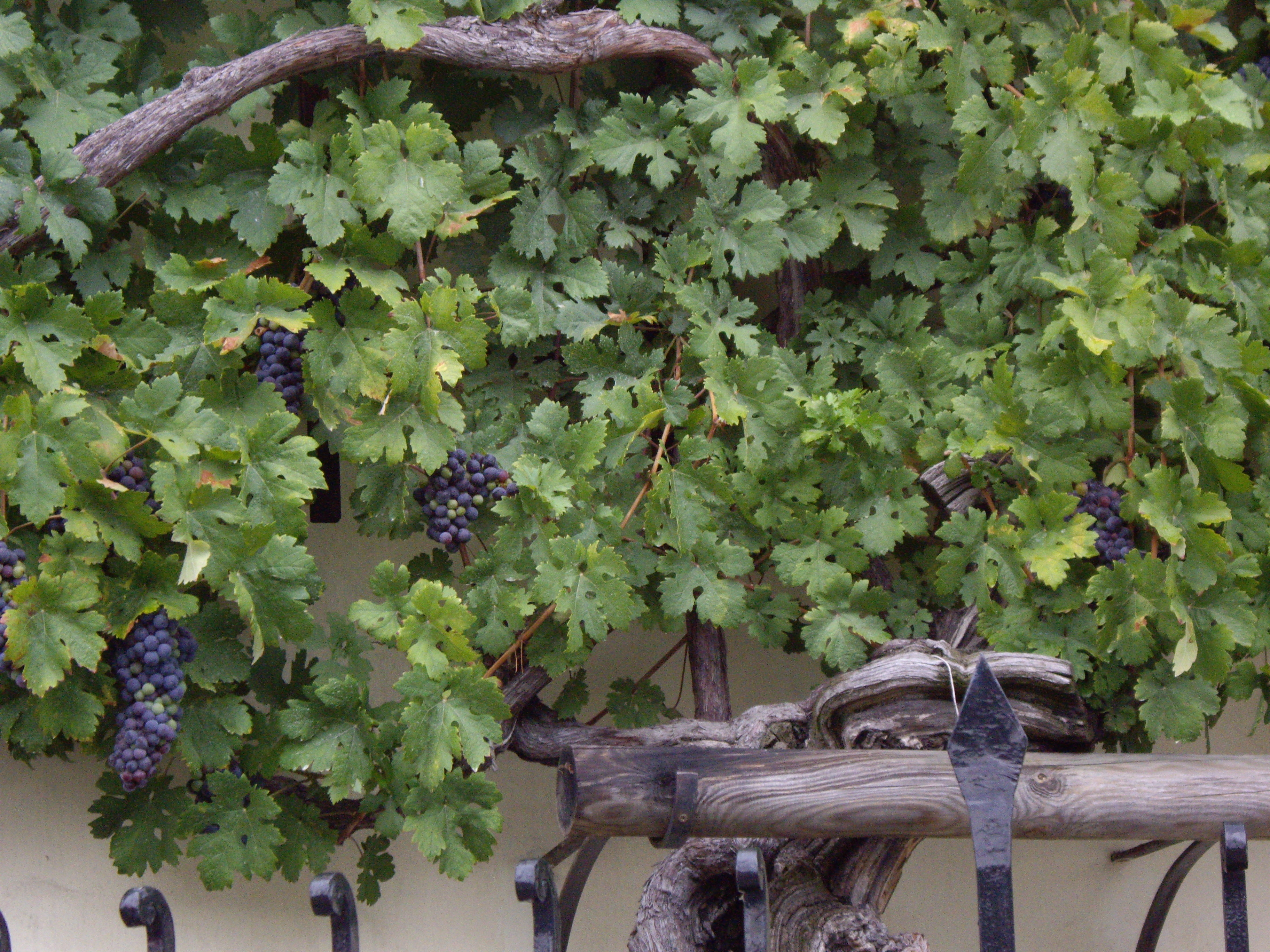
La plus vieille vigne du monde, à Maribor, sur les rives de la Drave.
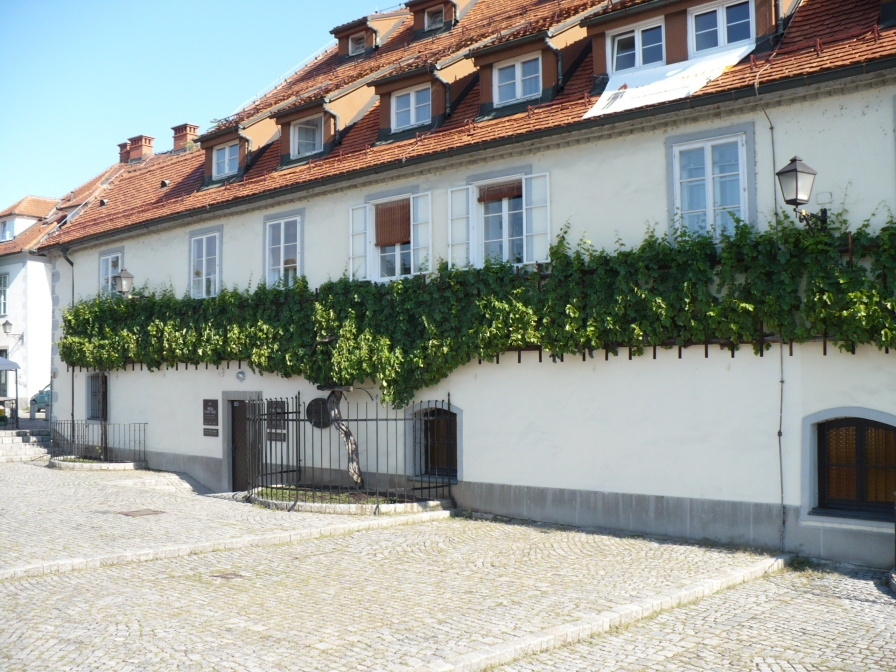
Vue d'ensemble de la plus vieille vigne de Maribor.
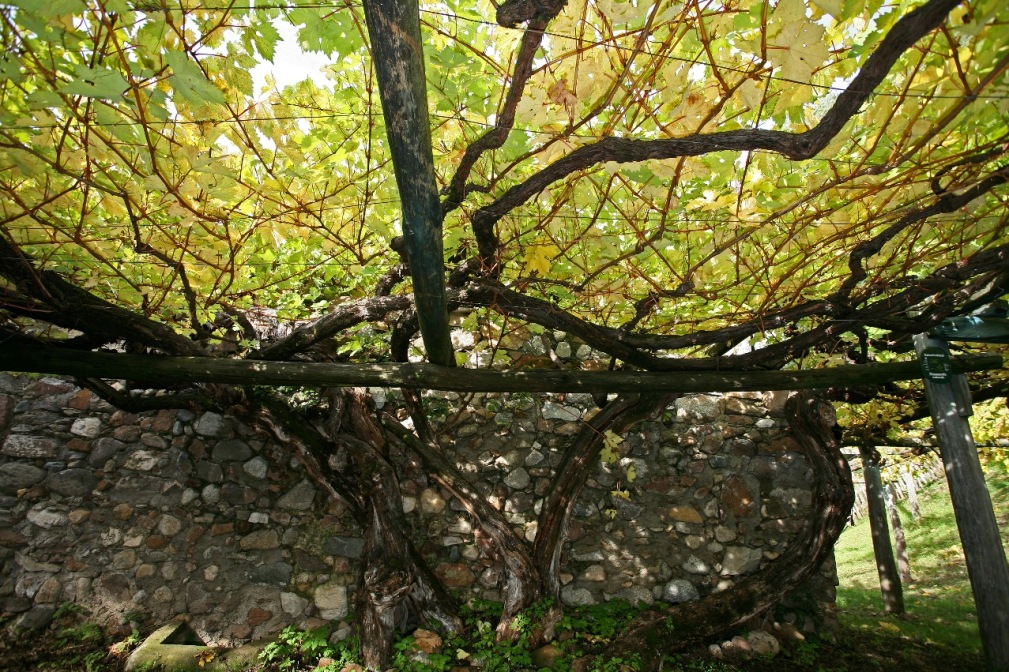
Vigne de plus de 350 ans à Castel Katzenzungen, dans le Trentin-Haut-Adige
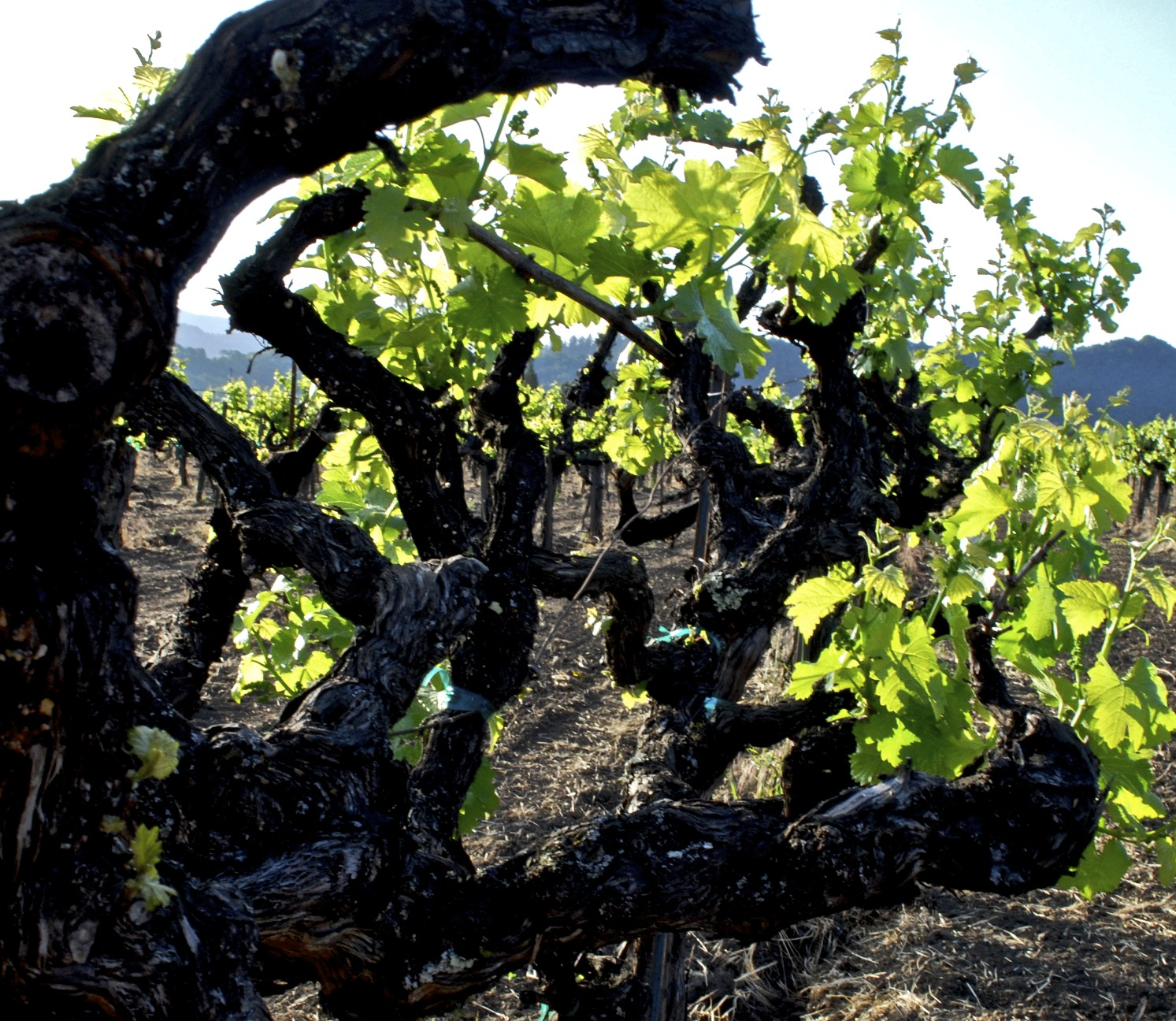
Vieilles vignes taillées en gobelet à Napa Valley.

## Définition légale
En l'absence de définition précise d'un vin de « vieilles vignes », il est aléatoire de donner des caractéristiques spécifiques liées à l'âge de la vigne. Généralement, plus un producteur a du renom, plus cette indication est susceptible d'avoir une signification. De même, si un producteur embouteille et commercialise un vin standard et un « vieilles vignes », ce dernier vin est plus à même de représenter une différence sensible dans le caractère, mais pas nécessairement dans un sens qualitatif. La mention « vieilles vignes » sur une étiquette  est comparable à celle de « réserve », terme qui varie aussi considérablement dans sa signification et qui, dans certains pays et régions viticoles, n'a pas non plus de définition légale.

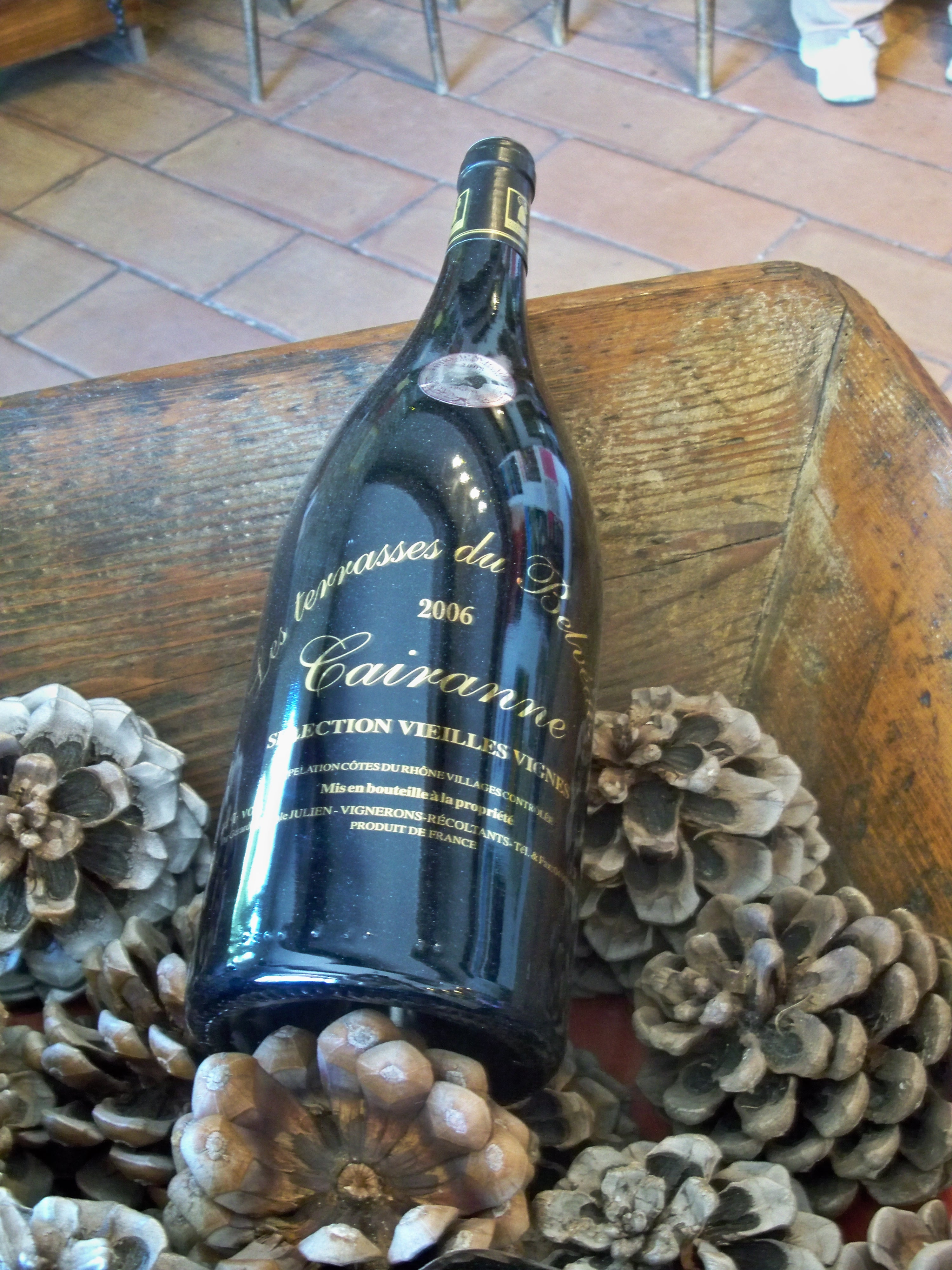
Cairanne, sélection vieilles vignes
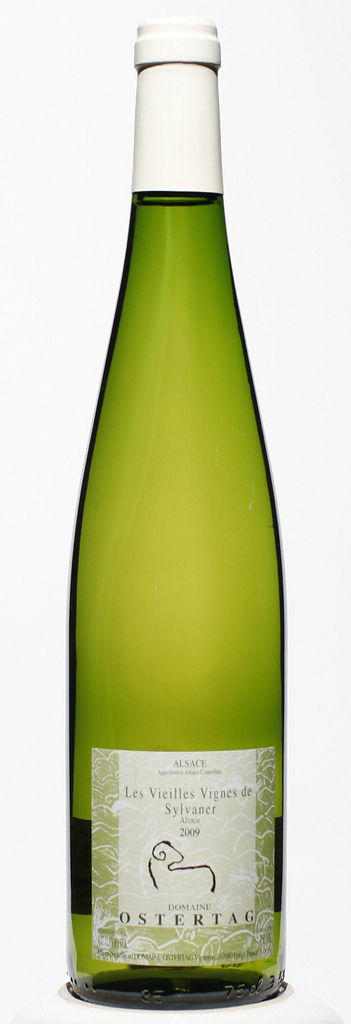
Sylvaner d'Alsace vieilles vignes
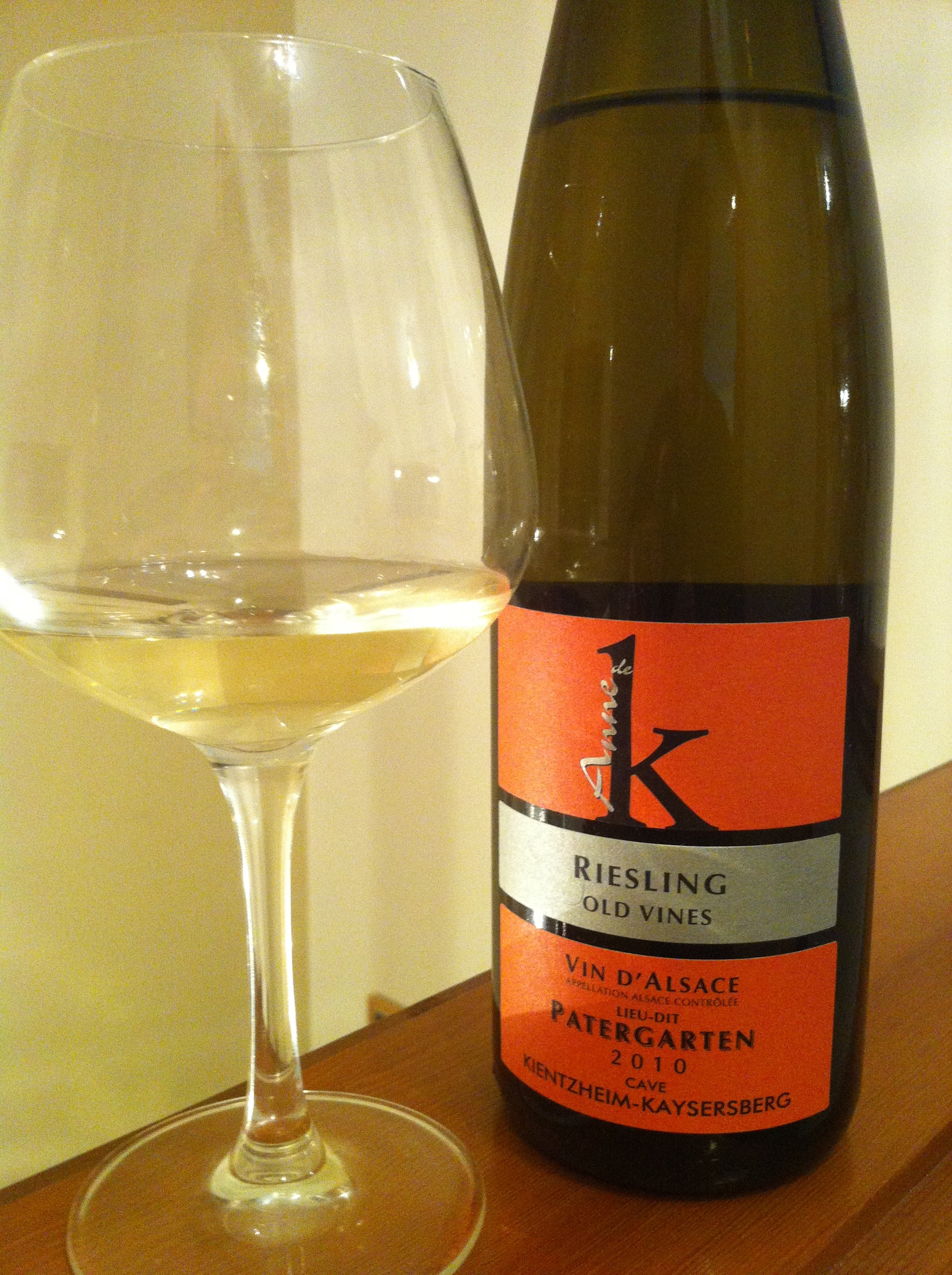
Riesling d'Alsace, vieilles vignes